# Easylist
Easylistは広告ブロックソフトウェアで用いるためのフィルタリスト（広告のブラックリスト）である。

## 概要
EasyListは2005年にrick752ことRichard Petnelによって作られた。rick752が2009年4月に亡くなった後は、Ares2に引き継がれ、2010年7月にMichaelに引き継がれ、2011年9月にMonztAに引き継がれた。
2019年現在、広告ブロックソフトで利用される最も人気があるフィルタリストであり、uBlock Origin、AdGuard、Adblock Plus、Braveなどの標準フィルタとして使用されている。EasyListフォーラムは活発であり継続的に更新がなされている。標準フィルタに加え、各言語圏ごとの専用フィルタも用意されている。非常に強力なフィルタであり、ほぼすべての広告を非表示にすることができる。そのため、New York Timesはこのリストを用いているユーザーの閲覧を制限した。Vivaldiではネイティブで搭載されトラッカー・広告ブロッカーに使用されている。
フィルタリングの対象は基本、広告のみである。広告であれば、その設置理由や目的に係わらず対応する。例外的に、広告に付随しているトラッカー、悪質なアンチアドブロックにも対応することがあるが、法律上の理由により、アンチアドブロック対応はアダルトサイト、ファイル共有サイト、動画ストリーミングサイト等に限定されている。一方で対象とならないのは、セルフプロモーションとマルウェアやアドウェアなどによって挿入された広告である。
EasyListは原則として英語表示が可能なウェブサイトのみを対象とするという基本方針があり、英語圏以外のフィルタはEasyListとは別に保守、提供されることが期待されている。2023年現在、21か国語の追加フィルタリストがEasyListと公式に提携し、公開されている。日本語圏のフィルタリストでEasylistと公式に提携しているものは存在しないが、AdGuard日本語フィルタがAdGuard、uBlock Origin、Braveなど各種ソフトウェアでEasylistの追加フィルタとして標準採用されている。

## EasyListと関係のあるフィルタリスト
- EasyElement - rick752作。広告をブロックしたことによって生じた余白やテキスト広告などを隠すフィルタリスト。2009年1月にEasyListと統合[8]。
- ABP Tracking Filter - rick752、Cedric共作。EasyListからトラッキング関係を分離したフィルタリスト[9]。2008年10月にEasyPrivacyに改名。
- Fanboy's List - fanboy作。多言語圏の広告のフィルタリスト。2013年5月にEasyListと統合[10]。